# Professor X The Overseer
Lumumba Carson (4 de agosto de 1956 - 21 de junho de 2001), mais conhecido pelos seus nomes artísticos Professor X The Overseer, Professor X e PXO, foi um rapper estadunidense, filho do ativista social Sonny Carson. Lumumba foi o fundador do grupo de hip hop X Clan e participou de todas as canções dos dois primeiros álbuns do grupo, até se afastar temporariamente. Ele faleceu de complicações relacionadas a meningite em 2001.

## Discografia
Com o X Clan
- To the East, Blackwards (1990)
- Xodus (1992)

Solo
- Professor-X (Saga) (1989)